# 曜変天目茶碗 (静嘉堂文庫)
曜変天目茶碗（ようへんてんもくぢゃわん）、通称「稲葉天目」（いなばてんもく）は、静嘉堂文庫所蔵の天目茶碗である。現存する3碗の中でも最も模様がはっきりと表れ、光彩も強いことから最高傑作とされており、国宝に指定されている。

## 曜変天目茶碗とは

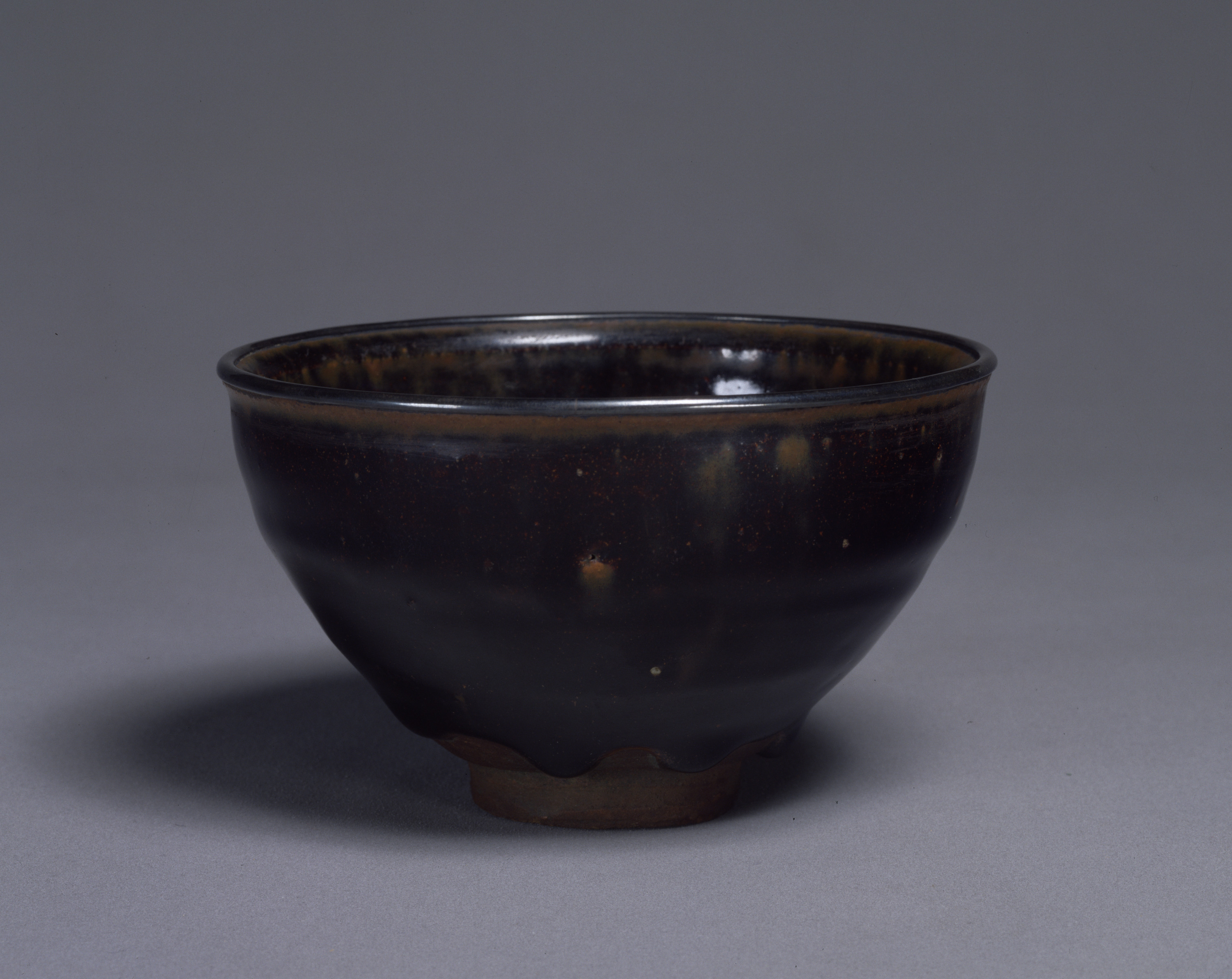
典型的な天目茶碗

曜変天目茶碗とは、中国福建省建陽市水吉鎮の建窯（けんよう）で宋代につくられた黒釉茶碗（建盞、けんさん）の一種である。「天目」は日本で鎌倉時代に生まれた語であり、黒釉茶碗の総称である。宋代の茶は白かったため、その色がよく映える黒釉茶碗は人気があり、日本においても鎌倉時代から室町時代にかけて唐物文化の代表格として主に禅宗寺院で重用された。「曜変」の語も室町時代の日本で生まれたものであり、黒釉による斑紋の周囲に青や緑や虹の鮮やかな光彩模様があらわれた茶碗を指す言葉である。曜変は建窯中での偶然の変化（窯変、ようへん）によってもたらされたと考えられており、曜変があらわれるメカニズムは、2024年現在も完全には解明されていない。曜変天目茶碗の現存する完品は世界に3品のみであり、そのすべてが日本に存在し、いずれも国宝に指定されている。3品はそれぞれ静嘉堂文庫（東京）、藤田美術館（大阪）、龍光院（京都）が所蔵している。本記事ではそのうち静嘉堂文庫所蔵のもの、通称「稲葉天目」について詳述する。

## 外観
| 上から見た図 |  | 横から見た図 |
| 上から見た図 |  | 横から見た図 |

寸法は高さ7.2センチメートル、口径12.2センチメートル、高台径3.8 – 3.9センチメートル、高台高0.55センチメートル、高台幅0.6センチメートルである。重さは284グラムである。
形状は典型的な天目形（てんもくなり）である。すなわち、低く小さい高台には施釉せず（土見せ）、器形は漏斗状（外へ向かって開いている）で、口縁部がすぼまっている（鼈口、すっぽんぐち）形状である。口縁部は焼成中に釉薬が垂れ落ち、素地が透けている。胴部の黒釉は焼成中に垂れ落ち、腰部分で釉溜まりになっている。外側面には3段のわずかな起伏がみられる。高台は土見せになっており、削りは精緻で、高台内の削りは浅く水平である。また、畳付の幅はどの部分も均一であり、畳付の外側には面取りされた跡がわずかに残っている。土見せにあらわれた灰黒色の胎土は緻密であり、建窯のなかでも最良のものが用いられている。
茶碗の内側は光沢のある黒釉で覆われており、見込み全体に大小の銀色の斑紋が散らばっている。斑紋の周囲には青や藍の光彩があらわれ、光の角度によって淡黄、白、橙、淡紅などさまざまな色の光彩がみられる。内部の斑紋の輪郭はくっきりとしており、底部には斑紋が環状に隙間なくあらわれている。また、大きな斑紋の周囲を取り巻くように小さな斑紋があらわれている箇所も存在する。光彩は底部に近づけば近づくほど禾目状にあらわれている。本品は現存する曜変天目茶碗3碗のなかでも光彩がもっとも鮮やかにあらわれており、斑紋の大きさや数でも他の曜変天目を凌駕している。碗の外側にもわずかながら曜変が見られ、青く光る箇所がいくつか存在する。一部には伝世した年月相応の使用痕や貫入もみられる。

## 付属品
天目台は紀州徳川家伝来の宋代の無文漆器「尼ヶ崎台」であり、岩崎家が本品と合わせるために購入したものである。小豆色で、縁には金をめぐらせている。外箱が付属しており、桐製で蓋表に墨書で「尼崎臺」と書かれた張り紙があり、「南紀徳川家」の朱文長方印が押されている。
本品の外箱は5重であり、旧内箱は春慶塗で、蓋表に墨書で「耀変」と書かれた張り紙を伴い、外箱は桐製である。新内箱は黒塗りの箱で、蓋表に蒔絵と螺鈿細工で「耀変」の文字があらわされており、外箱は桐製である。袋も新旧2つあり、旧袋は金襴で緒縒は緋色、新袋は白地の金襴で緒縒は青色であるそして、これらの箱と天目台の箱を収納するさらに大きな箱がある。これも内箱と外箱に分かれており、内箱は春慶塗、外箱は漆塗である。

## 来歴
淀藩藩主である稲葉家に伝来したことから、通称「稲葉天目」と呼ばれる。本品はもともと徳川将軍家の所有であった、いわゆる柳営御物であったが、徳川家光から稲葉正成の妻である春日局に下賜されたことで稲葉家に渡った。『玩貨名物記』（1660年）にも「ようへん 稲葉美濃殿」と記載されている。なお、徳川家以前の来歴は不明である。稲葉家の手に渡って以降しばらくは同家に所蔵されたが、1918年（大正7年）に東京の美術倶楽部で開催された稲葉家の売立てで横浜の実業家・小野哲郎の手元に渡り、1934年（昭和9年）に稲葉家当主の送り状とともに岩崎家の岩崎小弥太の所有するところになった。1918年の売立てでの落札価格は16万7000円で、これは当時の最高価格であった。同年には奇しくも水戸徳川家の曜変天目茶碗も所有者が変わっている。岩崎小弥太は「天下の名器を私に用うべからず」と述べ、茶碗として使用することは一度もなかった。岩崎家の所有となったのちは静嘉堂文庫に移管され、2024年現在でも静嘉堂文庫に所蔵されている。
1941年7月3日に国指定重要文化財に指定され、1951年6月9日には日本の国宝に指定されている。

## 評価
本品は曜変天目茶碗 (龍光院)および曜変天目茶碗 (藤田美術館)と共に曜変天目の三絶と並び称され、『大正名器鑑』では大名物とされている。また、本品は現存する曜変天目茶碗3碗のなかでも光彩がもっとも鮮やかにあらわれており、現存する曜変天目のなかでも最も優れた品だとされている。イギリスの陶磁学者・ロバート・ロックハート・ホブソンに本品を「日本の国宝です」と伝えたところ、ホブソンが「世界の宝です」と呟いたという逸話がある。
長谷川祥子は本品を「茶碗の中に宇宙を見るかのような、神秘的な美しさ」だと評している。NHKの矢野正人は人工光のもとで見た本品の輝き方を「一見瑠璃色に見える部分には、赤や黄や緑など七色に光り輝く変化が隠されていたのである。それはどこまでも果てしなく拡散していく宇宙のイメージであった」と形容し、「強烈な爆発力を内に秘めた茶碗であった」と評価している。